# Deutsche Horizontale
Die Deutsche Horizontale (auch Frankfurter Horizontale, Frankfurter Horizontalebene oder Ohr-Augen-Ebene OAE) ist eine gedachte Ebene in der Anatomie des menschlichen Schädels, die durch den tiefstgelegenen Punkt des Unterrandes der Augenhöhle und durch den höchsten Punkt des äußeren knöchernen Gehörgangs (Porus acusticus externus, Porion) verläuft. Sie wurde 1882 von Anthropologen auf einem Kongress in Frankfurt am Main für die Kraniometrie definiert. Heute dient sie noch als Einstellungsebene für Röntgenaufnahmen und Computertomographien des Kopfes sowie als Bezugsebene in der Zahnmedizin.

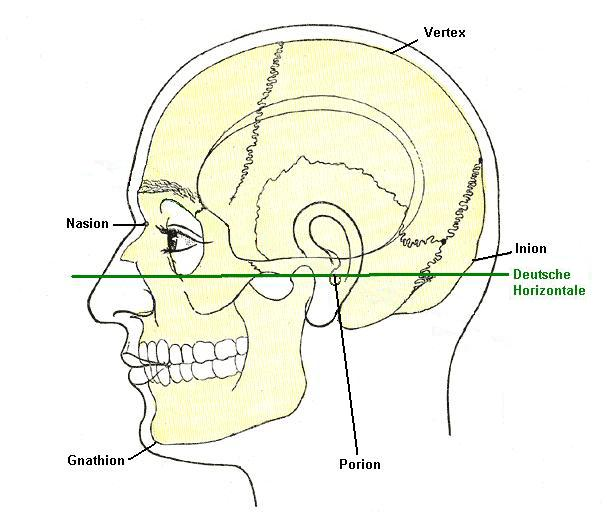
Frankfurter Horizontale

Als Bezugslinie in der Anatomie findet auch die Orbitomeatallinie Verwendung, eine gedachte Linie durch den Mittelpunkt des äußeren Gehörgangs und den äußeren Augenwinkel.
Andere Schädelbezugsebenen in der Zahnmedizin sind die Campersche Ebene durch den Oberrand des Porus acusticus externus und den Nasospinale (Spina nasalis anterior) und die Scharnierachs-Orbitale-Ebene.